# Elstree Calling
Elstree Calling ist der Originaltitel eines englischen Spielfilms aus dem Jahr 1930. Dabei handelt es sich um einen Revuefilm, der aus einzelnen musikalischen Sketchen und einer verbindenden Rahmenhandlung besteht. Anlass für diesen Film war die Einführung des Tonfilms. Viele Filmstudios nutzten dies für Kompilationsfilme mit meist musikalischem und komödiantischem Schwerpunkt, um dem Publikum die neuen Möglichkeiten des Kinos vorzustellen und die Vermarktung des Tonfilms zu fördern. Die Produktionsgesellschaft British International Pictures (BIP) verpflichtete ihre Vertragsregisseure, zu dieser Revue beizutragen. Zu den vier Regisseuren, die unter der Gesamtleitung des Regisseurs Adrian Brunel Szenen drehten, gehörte auch Alfred Hitchcock. Einen deutschen Titel hat der Film bislang nicht; übersetzt bedeutet der Titel „Hier spricht Elstree“.

## Handlung
Der Film besteht aus einer Revue von 19 Nummern, komödiantischen Sketchen, musikalischen Auftritten und Tanzdarbietungen. Diese werden in Form einer Showaufführung aneinandergereiht, die im Fernsehen übertragen wird. Die Rahmenhandlung zeigt unter anderem eine Familie, die an ihrem Fernseher herumbastelt, um die Show auf der Mattscheibe zu verfolgen.

## Hintergrund
- Elstree ist eine Ortschaft nördlich von London. Diese ist ähnlich wie die Ortschaft Pinewood oder der Londoner Stadtteil Ealing –  vergleichbar vielleicht mit Hollywood oder Babelsberg – zum Synonym für einen Teil der (in diesem Fall britischen) Filmindustrie geworden, da sich im nahegelegenen Borehamwood ein großer Studiokomplex befindet.
- Die im Film gezeigte Revue steht in der Tradition englischer Music Halls.
- Elstree Calling enthält einige Farbsequenzen.
- Alfred Hitchcocks Beitrag bestand im Drehen einiger Szenen für die Rahmenhandlung.
- Gordon Harker, der Darsteller des Vaters, der sich mit der Familie die Show im Fernsehen ansehen will, spielte auch in den Hitchcockfilmen Der Weltmeister, The Farmer’s Wife und Champagne Nebenrollen.
- John Longden spielte außer in Elstree Calling Rollen in den Hitchcockfilmen Erpressung, Juno and the Paycock und Bis aufs Messer.
- Donald Calthrop spielte außer in Elstree Calling Rollen in den Hitchcockfilmen Erpressung,  Juno and the Paycock und Mord – Sir John greift ein!
- Von Elstree Calling wurden elf fremdsprachige Versionen gedreht.

## Kritiken
Während Elstree Calling als Hitchcockfilm bedeutungslos ist – Hitchcock selbst nannte den Film im Gespräch mit François Truffaut in Mr. Hitchcock, wie haben Sie das gemacht? „bar jeden Interesses“ – ist er als Dokument musikalischer Shows in der Tradition des Vaudevilles und englischer Music Halls interessant. Frank Cullen, Gründer des American Vaudeville Museum, Herausgeber des Vaudeville Times Quarterly und Autor von Vaudeville, Old and New: An Encyclopedia of Variety Performers nennt den Film einen „wunderbaren Revuefilm für alle, die in der Lage sind, andere Epochen als ihre eigene zu schätzen“ und hebt hervor, die Stärke des Films liege „in den Eigenheiten der auftretenden ‚variety stars‘.“